# 전봉건문학상
전봉건문학상은 전후 신서정파의 기수로 알려진 전봉건(1928~1988) 시인의 문학적 업적을 기리기 위해 현대시학이 2015년에 제정한 문학상이다. 한 해 동안 발간된 중견 시인들의 시집을 대상으로 한다.

## 역대 수상자
- 2015년 제1회 김행숙『에코의 초상』
- 2016년 제2회 송재학 『검은색』[1]
- 2017년 제3회 김상미
- 2018년 제4회 이승희
- 2019년 제5회 한영옥
- 2020년 제6회 강인한